# Platylabus borealis
Platylabus borealis là một loài tò vò trong họ Ichneumonidae.